# 11-й меридіан східної довготи
11-й меридіан східної довготи — лінія довготи, що лежить на 11 градусів східніше Гринвіцького меридіана. Вона проходить від Північного полюса через Північний Льодовитий океан, Європу, Африку, Атлантичний океан, Південний океан та Антарктиду до Південного полюса.
11-й меридіан східної довготи формує велике коло разом із 169-тим меридіаном західної довготи.

## Список географічних об'єктів, що перетинає 11° сх. д.
Починаючи на Північному полюсі та рухаючись до Південного полюса, 11-й меридіан східної довготи проходить через:
| Координати                                                 | Країна, територія або море | Примітки                                                                              |
| ---------------------------------------------------------- | -------------------------- | ------------------------------------------------------------------------------------- |
| 90°0′ пн. ш. 11°0′ сх. д. / 90.000° пн. ш. 11.000° сх. д.  | Північний Льодовитий океан |                                                                                       |
| 79°45′ пн. ш. 11°0′ сх. д. / 79.750° пн. ш. 11.000° сх. д. | Норвегія                   | Шпіцберген — проходить через острів Шпіцберген та острів Принца Карла                 |
| 78°30′ пн. ш. 11°0′ сх. д. / 78.500° пн. ш. 11.000° сх. д. | Атлантичний океан          |                                                                                       |
| 64°57′ пн. ш. 11°0′ сх. д. / 64.950° пн. ш. 11.000° сх. д. | Норвегія                   | Проходить через острови Вікна[en] та Кіркьой                                          |
| 58°57′ пн. ш. 11°0′ сх. д. / 58.950° пн. ш. 11.000° сх. д. | Швеція                     | Проходить через Костерські острови                                                    |
| 58°52′ пн. ш. 11°0′ сх. д. / 58.867° пн. ш. 11.000° сх. д. | Скагеррак                  |                                                                                       |
| 57°48′ пн. ш. 11°0′ сх. д. / 57.800° пн. ш. 11.000° сх. д. | Каттегат                   |                                                                                       |
| 57°18′ пн. ш. 11°0′ сх. д. / 57.300° пн. ш. 11.000° сх. д. | Данія                      | Проходить через острів Лесьо                                                          |
| 57°12′ пн. ш. 11°0′ сх. д. / 57.200° пн. ш. 11.000° сх. д. | Каттегат                   | Проходить через півострів Ютландія — східніше Грено[en], Данія                        |
| 55°45′ пн. ш. 11°0′ сх. д. / 55.750° пн. ш. 11.000° сх. д. | Данія                      | Проходить через острів Зеландія                                                       |
| 55°35′ пн. ш. 11°0′ сх. д. / 55.583° пн. ш. 11.000° сх. д. | Протока Великий Бельт      | Перетинає міст Великого Бельту                                                        |
| 55°8′ пн. ш. 11°0′ сх. д. / 55.133° пн. ш. 11.000° сх. д.  | Смоландсфарвандет[de]      |                                                                                       |
| 54°49′ пн. ш. 11°0′ сх. д. / 54.817° пн. ш. 11.000° сх. д. | Данія                      | Проходить через острів Лолланн                                                        |
| 54°46′ пн. ш. 11°0′ сх. д. / 54.767° пн. ш. 11.000° сх. д. | Кільська бухта             |                                                                                       |
| 54°23′ пн. ш. 11°0′ сх. д. / 54.383° пн. ш. 11.000° сх. д. | Німеччина                  | Проходить через півострів Вагрія                                                      |
| 54°9′ пн. ш. 11°0′ сх. д. / 54.150° пн. ш. 11.000° сх. д.  | Любецька бухта             |                                                                                       |
| 53°59′ пн. ш. 11°0′ сх. д. / 53.983° пн. ш. 11.000° сх. д. | Німеччина                  | Проходить західніше Нюрнберга                                                         |
| 47°24′ пн. ш. 11°0′ сх. д. / 47.400° пн. ш. 11.000° сх. д. | Австрія                    |                                                                                       |
| 46°46′ пн. ш. 11°0′ сх. д. / 46.767° пн. ш. 11.000° сх. д. | Італія                     | Проходить західніше Тренто, через Верону та Альяна                                    |
| 42°41′ пн. ш. 11°0′ сх. д. / 42.683° пн. ш. 11.000° сх. д. | Середземне море            | Проходить між островом Джильйо та півостровом Монте-Арджентаріо, Італія               |
| 37°4′ пн. ш. 11°0′ сх. д. / 37.067° пн. ш. 11.000° сх. д.  | Туніс                      | Проходить через півострів Бон                                                         |
| 36°45′ пн. ш. 11°0′ сх. д. / 36.750° пн. ш. 11.000° сх. д. | Середземне море            | Затока Хаммамет                                                                       |
| 35°39′ пн. ш. 11°0′ сх. д. / 35.650° пн. ш. 11.000° сх. д. | Туніс                      |                                                                                       |
| 35°1′ пн. ш. 11°0′ сх. д. / 35.017° пн. ш. 11.000° сх. д.  | Середземне море            |                                                                                       |
| 34°41′ пн. ш. 11°0′ сх. д. / 34.683° пн. ш. 11.000° сх. д. | Туніс                      | Проходить через острови Керкенна та материк                                           |
| 34°39′ пн. ш. 11°0′ сх. д. / 34.650° пн. ш. 11.000° сх. д. | Середземне море            | Затока Габес                                                                          |
| 33°51′ пн. ш. 11°0′ сх. д. / 33.850° пн. ш. 11.000° сх. д. | Туніс                      | Проходить через острів Джерба                                                         |
| 32°12′ пн. ш. 11°0′ сх. д. / 32.200° пн. ш. 11.000° сх. д. | Лівія                      | Триполітанія — проходить східніше Налута Феццан — проходить східніше Аль-Авайната[en] |
| 24°28′ пн. ш. 11°0′ сх. д. / 24.467° пн. ш. 11.000° сх. д. | Алжир                      |                                                                                       |
| 22°58′ пн. ш. 11°0′ сх. д. / 22.967° пн. ш. 11.000° сх. д. | Нігер                      |                                                                                       |
| 13°22′ пн. ш. 11°0′ сх. д. / 13.367° пн. ш. 11.000° сх. д. | Нігерія                    | Проходить західніше Гомбе                                                             |
| 6°41′ пн. ш. 11°0′ сх. д. / 6.683° пн. ш. 11.000° сх. д.   | Камерун                    |                                                                                       |
| 2°10′ пн. ш. 11°0′ сх. д. / 2.167° пн. ш. 11.000° сх. д.   | Екваторіальна Гвінея       |                                                                                       |
| 1°0′ пн. ш. 11°0′ сх. д. / 1.000° пн. ш. 11.000° сх. д.    | Габон                      |                                                                                       |
| 3°46′ пд. ш. 11°0′ сх. д. / 3.767° пд. ш. 11.000° сх. д.   | Атлантичний океан          |                                                                                       |
| 60°0′ пд. ш. 11°0′ сх. д. / 60.000° пд. ш. 11.000° сх. д.  | Південний океан            |                                                                                       |
| 69°53′ пд. ш. 11°0′ сх. д. / 69.883° пд. ш. 11.000° сх. д. | Антарктида                 | Проходить через Землю Королеви Мод (претендує Норвегія)                               |